# Alampyris fuscus
Alampyris fuscus är en skalbaggsart som beskrevs av Martins och Maria Helena M. Galileo 2008. Alampyris fuscus ingår i släktet Alampyris och familjen långhorningar.
Artens utbredningsområde är Costa Rica. Inga underarter finns listade i Catalogue of Life.